# 北海道道289号富川停車場線
北海道道289号富川停車場線（ほっかいどうどう289ごう とみかわていしゃじょうせん）は、北海道日高町内を結ぶ一般道道（北海道道）である。

## 概要

### 路線データ
- 起点：北海道沙流郡日高町富川南4丁目（JR北海道 日高本線 富川駅跡）
- 終点：北海道沙流郡日高町富川南2丁目（国道235号交点）
- 総延長：0.706 km
- 実延長：0.691 km
- 重用延長：0.015 km

### 道路管理者
- 胆振総合振興局 室蘭建設管理部 門別出張所

## 歴史
- 1957年（昭和32年）7月25日 - 240号として路線認定[1]。
- 1994年（平成6年）10月1日 - 路線番号を289号に変更[2]。

この路線の前身は、1920年4月1日に認定された準地方費道70号浦河佐瑠太停車場線の一部である。

## 地理

### 通過する自治体
- 日高振興局
  - 沙流郡日高町

### 交差する道路
日高町
- 国道235号 - 富川南2丁目（終点）